# Biosphere 2

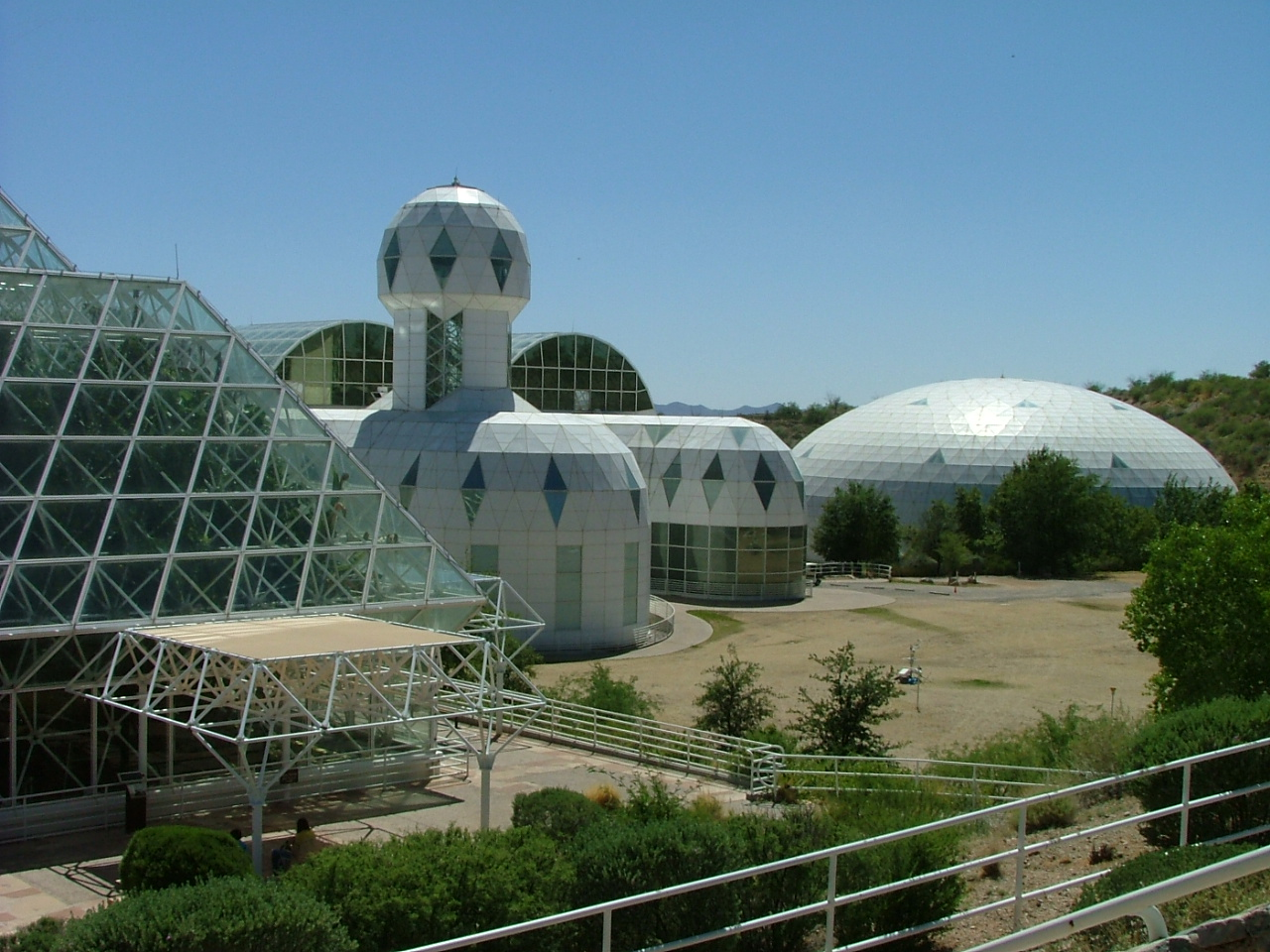
Complexul științific Biosphere 2;
imaginea reprezintă majoritatea clădirilor complexului
fotografiate dinspre nord-est înspre sud-vest.

Biosphere 2  este un complex de studiere al sistemelor planetei Pământ, aflat în extremitatea sudică a localității Oracle, la poalele Munților Santa Catalina din comitatul Pinal, statul  Arizona,  Statele Unite ale Americii.

## Istoric
De-a lungul anilor, complexul științific a schimbat de mai multe ori proprietarii, fiind din 2011, proprietatea Universității Arizonei, care se găsește la circa 60 - 64 km (sau 38 - 40 de mile) nord-nord-est de cea de-a doua conurbație a statului Arizona, orașul Tucson.  Scopul pentru care a fost conceput și este folosit complexul, de la terminarea sa din 1991, este ca centru pentru cercetare, învățământ universitar și învățare continuă despre planeta noastră, sistemele sale vii și locul său în Univers.  Suprafața acoperită este de circa 1,27 ha (sau 3,14 acri) .  Structura inițială a fost construită astfel încât să fie un sistem artificial, complet închis ecologic, cunoscut ca vivarium.  Până astăzi, Biosphere 2 rămâne cel mai mare sistem închis, creat vreodată de oameni. 

## Descriere
Proiectul Biosphere 2 a fost conceput inițial ca să exploreze relațiile complexe dintre cele cinci sisteme prezente, care reproduc viața de pe planeta Pământ în cinci habitate foarte diferite, numite biomuri, o zonă de agricultură și o zonă locuită de oameni.  Scopul era de a studia interacțiunile dintre oameni, producerea hranei, tehnologie și cele cinci micro-ecosisteme, care simulează natura de pe planeta noastră.  De asemenea, proiectul a explorat utilizarea de diverse biosfere închise, în viitorul proces de colonizare al spațiului cosmic și a permis manipularea și studierea biosferei fără vătămarea planetei.
Cele cinci biomuri alese de a simula adevărata biosferă, sunt 1.900 de m2 de pădure tropicală, 850 de m2 de ocean cu un recif de corali, 450 de m2 de mlaștină, 1.300 de m2 de prerie cu ierburi, 1.400 de m2 de deșert de ceață de tip namidian, 2.500 de m2 de zonă agricolă și o zonă de habitat uman.